# 스타체마
스타체마(이탈리아어: Stazzema)는 이탈리아 토스카나주 루카도에 있는 코무네로, 피렌체에서 북서쪽으로 70km, 루카에서 북서쪽으로 25km 거리에 위치해있다.

## 역사
제2차 세계대전 기간 스테체마를 구성하는 프라치오네 중 하나인 산탄나디스타체마는 나치 독일의 SS 친위대에 의한 민간인 학살이 벌어진 장소였다(1944년 8월 12일). 모두 560명이 사망했으며, 이중에 100명은 아이들이였고, 그 중에는 생후 20일 밖에 되지 않은 아이도 포함되었다. 종전 이후 마을은 훈장(Gold Medal for Military Valour)을 수여받았다.